# Бородулі (Шарканський район)
Бороду́лі (рос. Бородули) — присілок у складі Шарканського району Удмуртії, Росія.

## Населення
Населення — 245 осіб (2010; 310 у 2002).
Національний склад станом на 2002:
- удмурти — 56 %
- росіяни — 44 %

## Урбаноніми[3]
- вулиці — Зарічна, Механізаторів, Молодіжна, Спортивна
- провулки — Шкільний